# Phrynus garridoi
Espèce
Phrynus garridoi est une espèce d'amblypyges de la famille des Phrynidae.

## Distribution
Cette espèce est endémique du Guerrero au Mexique. Elle se rencontre vers Acapulco et Tierra Colorada.

## Description
Les mâles mesurent de 17,50 à 21,30 mm et les femelles de 16,00 à 21,00 mm.

## Étymologie
Cette espèce est nommée en l'honneur d'Orlando H. Garrido.

## Publication originale
- Armas, 1994 : Nueva especie de Phrynus (Amblypygi: Phrynidae) del estado de Guerrero, México. AvaCient, vol. 9, p. 34-37.